# Comuna Voloske, Dnipro
Voloske (în ucraineană Волоське) este o comună în raionul Dnipro, regiunea Dnipropetrovsk, Ucraina, formată din satele Cervonîi Sadok, Maiorka, Rakșivka și Voloske (reședința).

## Demografie
Componența lingvistică a satului Voloske
     Ucraineană (91,64%)
     Rusă (7,2%)
     Alte limbi (0,37%)
Conform recensământului din 2001, majoritatea populației satului Voloske era vorbitoare de ucraineană (91,64%), existând în minoritate și vorbitori de rusă (7,2%).